# کودروس
کودروس (به یونانی: Κόδρος) در اسطوره‌های یونان، پادشاه آتن است.
در نبردی تن به تن کسوتوس پادشاه آتن را کشت و به جای او نشست. زمانی که دوریایی‌ها به آتن حمله کردند، وخشی تنها راه پیروزی را کشته شدن کودروس دانست. پس او داوطلبانه پیش تاخت و خود را به کشتن داد و آتن پیروز شد.